# Wilk egipski
Wilk egipski (Canis lupaster) – gatunek drapieżnego ssaka z rodziny psowatych, do 2015 uważano go za szakala złocistego.

## Taksonomia
Do 2015 roku gatunek ten był uważany za afrykańskie populacje szakala złocistego. Badania przeprowadzone przez Koepfliego i współpracowników wykazały jednak, że populacje szakala złocistego zamieszkujące Afrykę nie tworzą z szakalami złocistymi zasiedlającymi Eurazję kladu, do którego nie należałyby także: wilk szary (Canis lupus), kojot preriowy (C. latrans) i kaberu etiopski (C. simensis). Na tej podstawie afrykańskie podgatunki szakala złocistego zostały przeniesione do gatunku Canis anthus. Viranta i współpracownicy w 2017 roku wykazali również, że nazwa Canis anthus stanowi nomen dubium i poprawną nazwą tego gatunku powinna być Canis lupaster.

### Podgatunki
Wyróżnia się 6 podgatunków Canis lupaster:
- C. l. anthus F. Cuvier, 1820 – podgatunek nominatywny, zamieszkuje Senegal
- C. l. algiriensis Wagner, 1841 – zamieszkuje Algierię, Maroko i Tunezję
- C. l. bea Heller, 1914 – zamieszkuje Kenię i północną Tanzanię
- C. l. lupaster Hemprich & Ehrenberg, 1833 – wilk egipski; zamieszkuje Egipt, Mali, Algierię, Wyżynę Abisyńską i Senegal
- C. l. riparius Hemprich & Ehrenberg, 1832 – zamieszkuje Somalię, Etiopię i Erytreę
- C. l. soundanicus Thomas, 1903 – zamieszkuje Sudan i Somalię

## Charakterystyka ogólna
Zwierzęta tego gatunku są bardzo podobne do szakala złocistego, z którym są blisko spokrewnione: mają złote futro, które zmienia zabarwienie w zależności od pory roku i regionu zamieszkania. Canis lupaster są jednak większe i mają większe kły niż szakale złociste. Na równinach Alseringta w północnej Tanzanii futro wilków jest żółto-brązowe w porze deszczowej, a w porze suchej jest jasnozłociste. Masa ciała osobników obu płci osiąga 7–15 kg, przy wymiarach: 40 cm wysokości i 20 cm długości[wymaga weryfikacji?]. Jak wszystkie psowate mają dobry wzrok, słuch i węch, co pozwala im wyczuć padlinę z dużej odległości.

## Tryb życia

### Odżywianie
Są wszystkożerne, żywią się głównie padliną. Czasami polują na małą zdobycz: gryzonie, zajęczaki, jaszczurki, węże, frankoliny, afrykańskie dropie, żywią się także owadami, m.in. termitami i chrząszczami. Wilki złociste polują także na nieco większą zdobycz: dujkery, gazelopki sawannowe, guźce, oraz noworodki gnu i zebr. W przypadku braku pokarmu mięsnego żywią się owocami i bulwami roślin. W Senegalu zdarza się, że Canis lupaster atakuje owce i bydło.

### Rozród
Są to zwierzęta monogamiczne. W Afryce wschodniej rozród przypada głównie na styczeń i luty, a w południowo-zachodniej Afryce trwa od kwietnia do maja. Ciąża trwa 63 dni, tak jak u szakala złocistego. Do wychowu młodych korzystają z nor wykopanych przez mrówniki i guźce. Tam na świat przychodzi od 2 do 4 szczeniąt. Ważą one 200–240 g. Młode rodzą się ślepe, otwierają oczy po 10 dniach. Do 3 miesiąca życia karmione są mlekiem matki. Po tym okresie dołączają do stada, w którym uczą się szukać pokarmu stałego.

### Wrogowie
Gatunek ten konkuruje o padlinę z szakalami pręgowanymi i czaprakowymi, zabija także ich szczenięta. Często obserwuje się wilki próbujące odebrać zdobycz likaonom i hienom. Także człowiek należy do wrogów Canis lupaster, gdyż poluje na te zwierzęta dla futra.

### Choroby
Są nosicielami wścieklizny i kilku innych chorób wirusowych.

## W kulturze

Anubis jako Canis lupaster

Canis lupaster był czczony przez starożytnych Egipcjan. Zwierzę pojawiało się w wielu motywach, np. bogowie egipscy posiadali niektóre cechy wilka (np. głowę). W wierzeniach tych zwierzęta te nazywane były szakalami. Kojarzony był z cmentarzami, ponieważ miał wykopywać z piasku i pożerać zwłoki ludzi.